# Odontomantis micans
Odontomantis micans är en bönsyrseart som beskrevs av Henri Saussure 1871. Odontomantis micans ingår i släktet Odontomantis och familjen Hymenopodidae. Inga underarter finns listade i Catalogue of Life.